# Mitsubishi AAM-3
Le Mitsubishi AAM-3 (90式空対空誘導弾, missile air-air type 90) est un missile air-air de courte portée à guidage infrarouge développé par Mitsubishi Heavy Industries pour le compte des forces japonaises d'autodéfense. 
Il est basé sur le missile américain AIM-9L dont il reprend certains éléments dont le fuselage et la charge. Le système de guidage et les surfaces de contrôle sont de conception japonaise. Son développement est initié en 1986 et il est officiellement accepté par l'armée japonaise le 18 décembre 1991.